# 珠海广播电视台

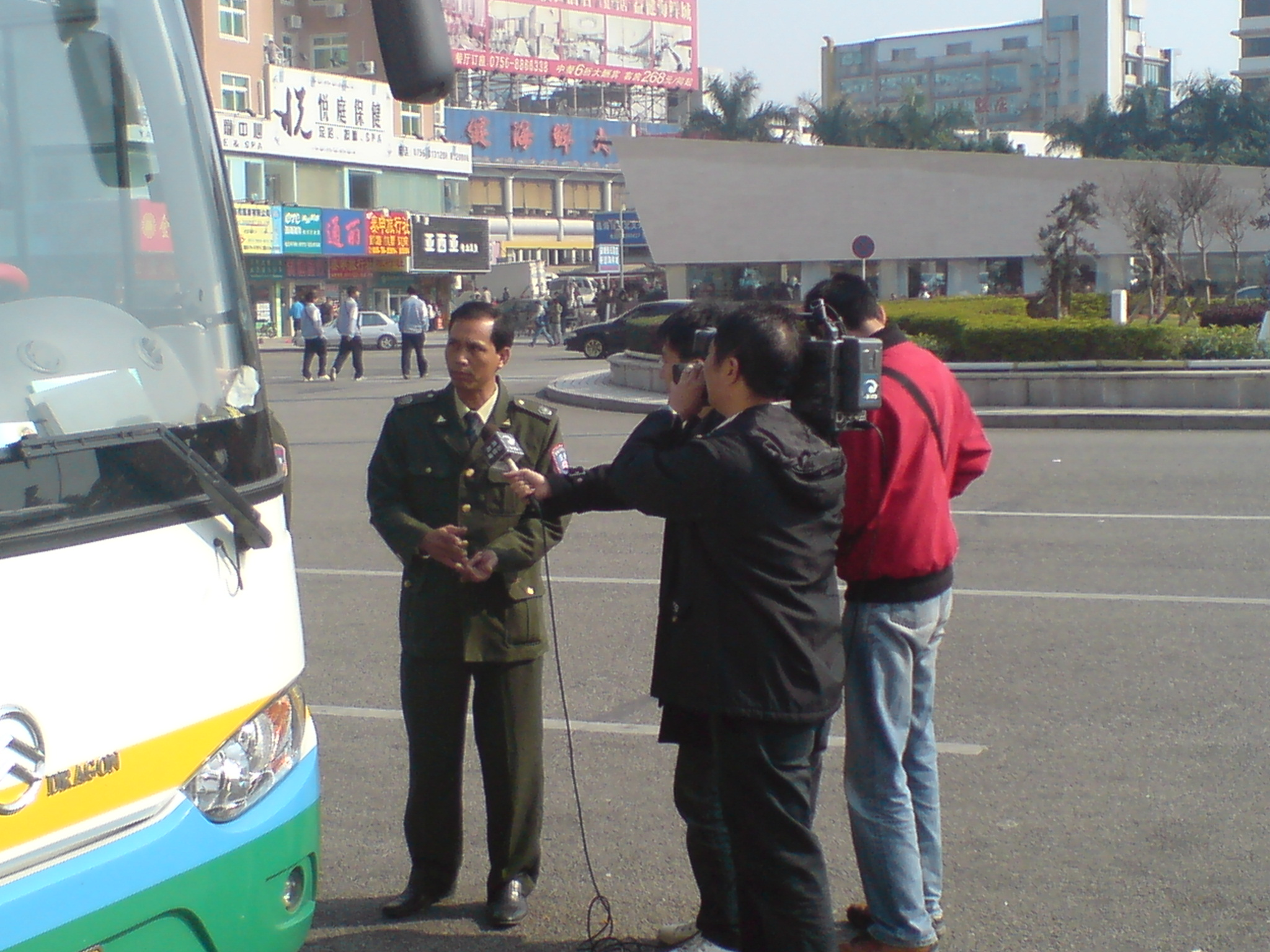
电视台记者正在进行新闻采访

珠海广播电视台及其台屬企業珠海廣播影視傳媒集團，是中华人民共和国广东省珠海市的一家綜合性媒體集團。其中珠海廣播電視台為中共珠海市委直屬的正處級事業單位，也是中共珠海市委、珠海市人民政府的市級廣播電視媒體。

## 历史沿革
珠海廣播電視台的前身是珠海電視台與珠海人民廣播電台。1985年2月1日，珠海电视台成立，并于1986年2月7日开始试播电视节目:244，1999年5月28日，珠海电视台合并珠海有线电视台，并升格为正处级事业单位:1439。1985年7月1日，珠海人民广播电台正式播出广播节目:175。
2005年4月，珠海电视台、珠海人民广播电台、珠海市广播电视发射台与珠海市广播电视监听监视监测中心四台合一，组建珠海广播电视台。
2017年9月8日，珠海广播影视传媒集团在珠海广播电视台的基础上成立。
2019年4月28日，珠海报业集团和珠海广播影视传媒集团合并，组建全媒体国有文化传媒企业珠海传媒集团。

## 旗下资产

### 电视频道
| 頻道名稱     | 语言        | 广播格式                    | 啟播時間                                     | 频道前身   | 備註                                                       | 備註 |
| 新闻综合频道 | 普通話 粵語 | SD: PAL 576i 16:9 HD：1080i | 开播：1986年2月7日 高标清同播：2012年4月23日 | 珠海电视台 | 珠海市第一個无线電視頻道，現時以新聞、時事、專題類節目為主 |      |

#### 已停播
- 经济生活频道（珠海-2）：原为珠海有线电视台，1999年并入珠海电视台后，先后改为珠海电视台生活频道、珠海广播电视台公共频道，2023年5月29日改为珠海广播电视台经济生活频道[8][9]，2024年8月1日凌晨0:00分起停播。[來源請求]
- 珠三角频道：2014年5月28日开播，在珠三角七市对等落地[10]

### 广播频率
| 頻道名稱                | 语言         | 广播格式             | 啟播時間                                  | 频道前身         | 備註 |
| 新闻综合广播（先锋951） | 粤语、普通话 | FM 95.1MHz           | 1985年7月1日                              |                  |      |
| 环保经济广播（交通875） | 粤语、普通话 | FM 87.5MHz           | 2000年1月1日                              | 珠海电台绿色调频 |      |
| 横琴之声（活力915）     | 粤语、普通话 | FM 91.5MHz AM 612kHz | 2014年1月1日 2023年1月1日（更名横琴之声） | 珠海电台百岛之声 |      |